# Денисюк, Павел Сидорович
Павел Сидорович Денисюк — советский журналист и политический деятель.

## Биография
Родился в 1908 году во Владивостоке. Член КПСС.
Окончил ВПШ при ЦК КПСС.
В 1926—1943 гг. — литсотрудник, корреспондент Хабаровской краевой газеты «Тихоокеанский комсомолец», редактор газеты Амурской флотилии, заместитель редактора уссурийской областной газеты «Коммунар», заведующим сектором агитации Приморского райкома ВКП(б)
В 1943—1949 гг. — главный редактор областной газеты «Ульяновская правда».
В 1952—1974 гг. — главный редактор республиканской газеты «Советская Киргизия».
Избирался депутатом Верховного Совета Киргизской ССР 4-8-го созывов.
Умер в 1974 году во Фрунзе.

## Награды
- Орден Трудового Красного Знамени (1957, 04.05.1962, 09.09.1971)